# Banua Wuhu
Banua Wuhu je podmořská sopka, která se nachází v indonéském souostroví Sangihské ostrovy v celebeském moři. Vrchol vulkánu se nachází přibližně 5 m pod hladinou moře, jeho základna je o 400 m hlouběji. V 19. a 20. století v oblasti Banua Wuhu během erupcí vynořilo několik ostrůvků (nejvyšší měl výšku přibližně 90 m), poslední vznikl v roce 1919, rozpadl se v roku 1935.